# Domingos Juvenil
Domingos Juvenil Nunes de Sousa (Vigia, 15 de maio de 1942) é um político, professor, engenheiro brasileiro e  ex-prefeito de Altamira, filiado ao Partido do Movimento Democrático Brasileiro. Em 2007 foi Eleito com mais de 30 mil votos para ocupar, pela terceira vez, um assento na Assembleia Legislativa do Pará, entrou também para a história política do Pará como o primeiro presidente eleito à unanimidade para chefiar, por mais dois anos - biênio 2009/2010 - o Parlamento Paraense.
Juvenil foi eleito prefeito da cidade de Altamira com mais de 50% dos votos da eleição municipal de 2016, em disputa com Josy Amaral, do Partido Socialista Brasileiro e João Batista, do Partido dos Trabalhadores.

## Biografia
Domingos Juvenil, atual Prefeito do Município de Altamira, foi Deputado Estadual e Presidente da Assembleia Legislativa do Pará, eleito em 2006, iniciou sua carreira política em 1962 pelo extinto MDB (atual PMDB).
Eleito com mais de 30 mil votos para ocupar, pela terceira vez, um assento na Assembleia Legislativa do Pará, Domingos Juvenil entra para a história política do Pará como o primeiro presidente eleito à unanimidade para chefiar, por mais dois anos - biênio 2009/2010 - o Parlamento Paraense.
Exerceu o cargo de deputado estadual do Pará (2006—2010).